# Une robe d'été
Une robe d'été (tj. Letní šaty) je francouzský hraný film z roku 1996, který režíroval François Ozon podle vlastního scénáře. Jedná se o krátkometrážní film, který byl oceněn na Mezinárodním filmovém festivalu v Locarnu. Snímek byl v ČR uveden v roce 2008 na Festivalu krátkých filmů.

## Děj
Dva zamilovaní mladíci tráví spolu letní dovolenou. Luc je už unavený ze Sébastienova zpívání, protože co kdyby je viděli sousedé, a raději odjede na kole na pláž se vykoupat. Zde potkává španělskou dívku, která se s ním chce milovat. Po sexu ale Luc zjistí, že mu někdo ukradl oblečení. Lucia mu proto půjčí alespoň své letní šaty, aby mohl dojet do kempu. Zde na něj čeká jeho přítel a mají spolu sex. Druhý den ráno Luc jede vrátit Lucii, která odplouvá, její šaty. Ta mu je však nechá na památku.

## Obsazení
| Frédéric Mangenot | Luc       |
| Lucia Sanchez     | Lucia     |
| Sébastien Charles | Sébastien |

## Ocenění
- Film získal cenu Leopard Mezinárodním filmovém festivalu v Locarnu v kategorii mladý autor